# Monothecium
Monothecium, biljni rod iz porodice primogovki smješten u podtribus Monotheciinae, dio tribusa Justicieae, potporodica Acanthoideae. Sastoji se od tri vrste trajnica i polugrmova iz tropske Afrike, Madagaskara, Indije i Šri Lanke. Tipična vrsta je afrički tropski polugrm Monothecium glandulosum Hochst.:

## Opis
Mali grmovi. Listovi cijeli. Klasovi gusti, mnogocvjetni, završni; brakteje i brakteole linearne ili čekinjaste. Vjenčić malen, dvoustan. Prašnici 2; 1-stanični, sluzavi. Jajnik i baza–stila dlakavi; grane stila 2, jednake, vrlo kratko duguljaste; ovule po 2 u svakoj stanici. Čahura duguljasta, 4 (ili 2) sjemena, donji dio skupljen; sjeme diskasto, naborano, bez dlačica.

## Vrste
1. Monothecium aristatum T.Anderson;  DR Kongo; Južni Sudan; Uganda; Kenija; Tanzanija; Angola; Indija (Karnataka, Kerala, Tamil Nadu); Šri Lanka
2. Monothecium glandulosum Hochst.; Srednjoafrička Republika; DR Kongo; Ruanda; Južni Sudan; Etiopija; Eritreja; Uganda; Kenija; Tanzanija
3. Monothecium leucopterum Benoist; madagaskarski endem